# Köşk
Köşk là một huyện thuộc tỉnh Aydın, Thổ Nhĩ Kỳ. Huyện có diện tích 146 km² và dân số thời điểm năm 2007 là 27039 người, mật độ 185 người/km².